# Carabodes nantahalaensis
Carabodes nantahalaensis är en kvalsterart som beskrevs av Robert Gatlin Reeves 1993. Carabodes nantahalaensis ingår i släktet Carabodes och familjen Carabodidae. Inga underarter finns listade.